# 高善德 (公主)
高善德（560年—606年8月1日），渤海郡蓧县（今河北省衡水市景县）人，追尊齐献武帝高欢孙女，齐孝昭帝高演之女。
高善德嫁给了陆氏。齐后主天统五年五月廿五日（569年6月24日），被封为建昌长公主。隋炀帝大业二年六月廿二（606年8月1日）在河内郡共城县去世，虚岁四十七。侯纪润认为高善德嫁的对象有可能是陆宽或陆乂。